# راجا گاسنل
راجا ریموند گاسنل (انگلیسی: Raja Raymond Gosnell؛ زادهٔ ۹ دسامبر ۱۹۵۸) کارگردان و تدوین‌گر اهل ایالات متحده آمریکا است. وی از سال ۱۹۸۴ میلادی تاکنون مشغول فعالیت بوده‌است.

## فیلمشناسی
کارگردانی
- تنها در خانه ۳ (۱۹۹۷)
- خانه مامان بزرگ (۲۰۰۰)
- اسکوبی-دو (۲۰۰۲)
- اسکوبی-دو ۲ (۲۰۰۴)
- اسمورف‌ها (۲۰۱۱)
- اسمورف‌ها ۲ (۲۰۱۳)

تدوین (بخشی)
- پاپای (۱۹۸۰)
- هیولا در کمد (۱۹۸۶)
- زن زیبا (۱۹۹۰)
- تنها در خانه (۱۹۹۰)
- تنها در خانه ۲: گم‌شده در نیویورک (۱۹۹۲)
- خانم داوت‌فایر (۱۹۹۳)
- معجزه در خیابان سی و چهارم (۱۹۹۴)
- نه ماه (۱۹۹۵)